# Bandholm
Bandholm es una localidad situada en el municipio de Lolandia, en la región de Selandia (Dinamarca), con una población en 2012 de unos 711 habitantes.
Se encuentra ubicada al oeste de la isla de Lolandia, junto a la costa del mar Báltico.